# Webcast

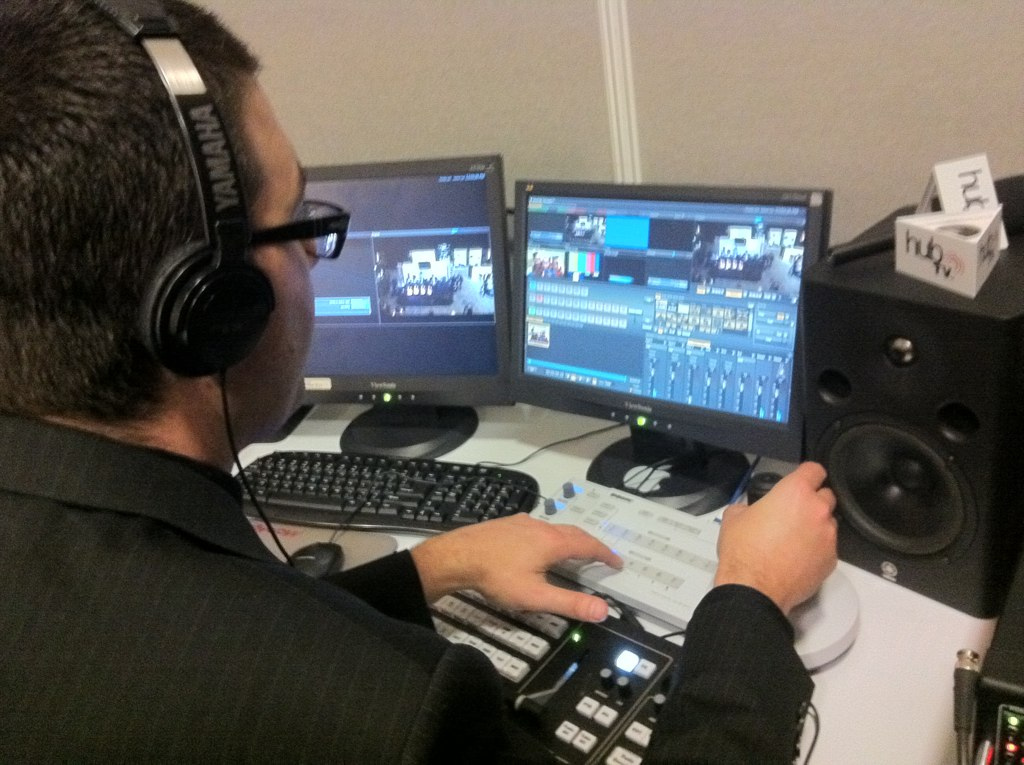
Modalidad de trasmisión, generalmente en vivo, a través del uso del internet

Un webcast es un diseño de transmisión a Internet donde transmite un medio en vivo similar a un programa de televisión o una emisora de radio. 
Las aplicaciones clientes de Webcast permiten que un usuario conecte con un servidor, que está distribuyendo (lo cual se diría "which is webcasting (...)" en inglés) el webcast.
Inicialmente, los webcast no eran interactivos, por lo cual el cliente solo miraba la acción ya grabada, sin poder alterar nada de la historia o los personajes. Si hay un presentador, se usa el webcast como un material de apoyo, junto con la videoconferencia para así luego poder distribuir las notas de la presentación junto con el webcast.
Los usos más habituales de los webcasts son: relación con inversores, marketing y generación de leads comerciales, formación interna y externa, comunicación corporativa, townhall meetings, etc. En todos ellos se necesita una elevada capacidad de personalización de la plataforma, métricas de registro y utilización y capacidad de escalado para soportar miles de usuarios concurrentes. 
Los webcast se diferencian del web conferencing (Skype, Adobe Connect, Microsoft Office Live Meeting...) en estas últimas características. Las herramientas de web conferencing sirven para reuniones colaborativas a tiempo real, mientras que las herramientas de webcasts sirven para la emisión interactiva de una señal de video o audio de uno-a-muchos.
Uno de los webcast más notables se realizó en septiembre de 1999 para lanzar NetAid, un proyecto para promover el uso de internet en los países con pocos desarrollos  tecnológicos  del mundo.